# ATC kód N04
ATC kód N04 Antiparkinsonika je hlavní terapeutická skupina anatomické skupiny N. Nervová soustava.

## N04A Anticholinergika

### N04AA Terciární aminy
N04AA02 Biperiden
N04AA04 Procyklidin

### N04AC Tropinové ethery a tropinové deriváty
N04AC01 Benzatropin

## N04B Dopaminergní léčiva

### N04BA Dopa a její deriváty
N04BA02 Levodopa a inhibitor dekarboxylázy
N04BA03 Levodopa,inhibitor dekarboxylázy a inhibitor COMT

### N04BB Deriváty adamantanu
N04BB01 Amantadin

### N04BC Agonisté dopaminu
N04BC02 Pergolid
N04BC03 Dihydroergokryptin
N04BC04 Ropinirol
N04BC05 Pramipexol
N04BC09 Rotigotin

### N04BD Inhibitory monoaminooxidázy typu B
N04BD01 Selegilin
N04BD02 Rasagilin

### N04BX Jiná dopaminergní léčiva
N04BX01 Tolkapon
N04BX02 Entakapon

## Poznámka
- Registrované léčivé přípravky na území České republiky.
- Informační zdroj: Státní ústav pro kontrolu léčiv, Všeobecná zdravotní pojišťovna.